# 닥터 옥토퍼스

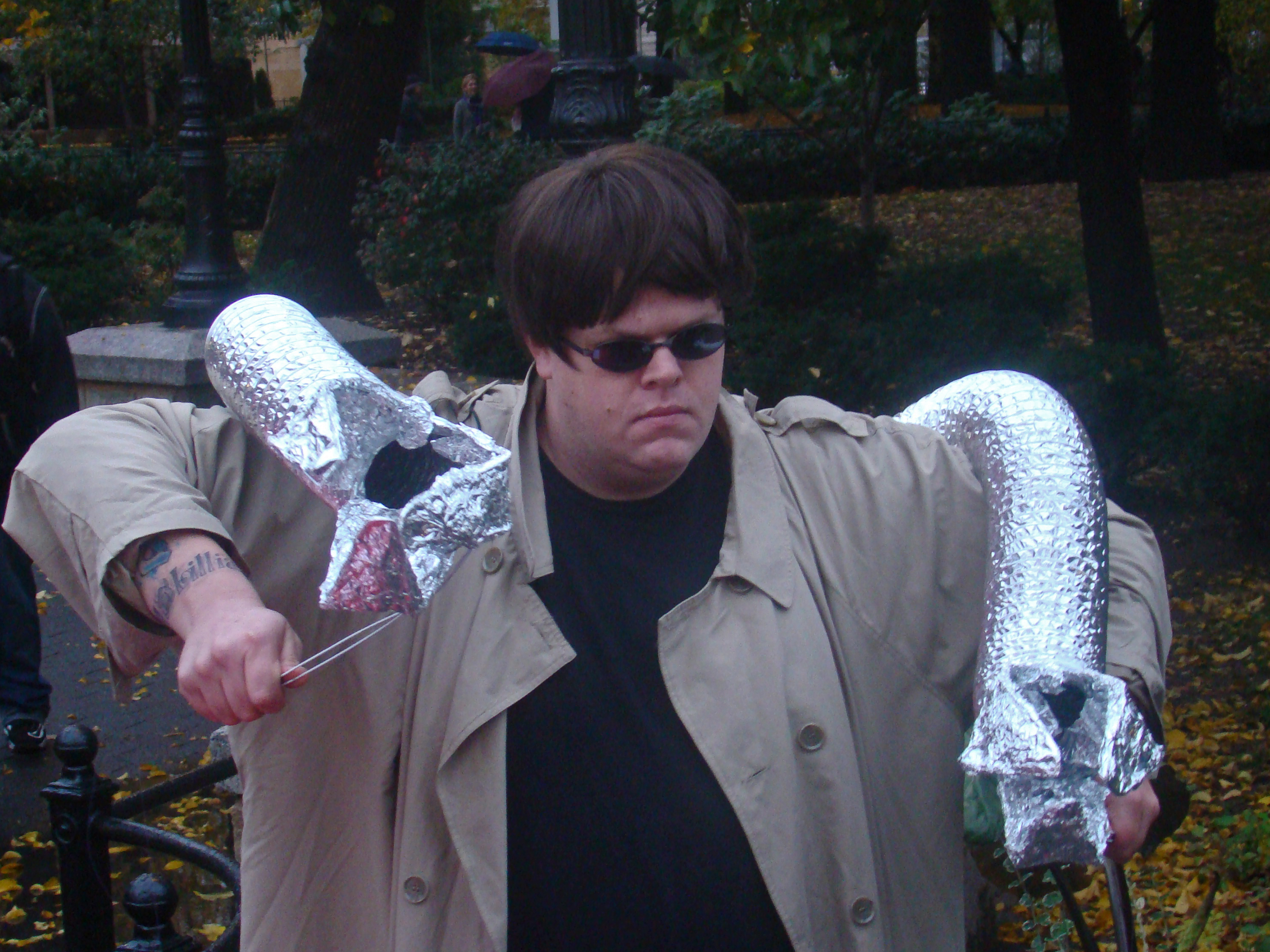

닥터 옥토퍼스(Doctor Octopus)는 마블 코믹스의 등장인물이며 스탠 리와 스티브 딧코가 만든 캐릭터이다. 1963년 7월 어메이징 스파이더맨 3화에 첫 등장하였다. 본명은 오토 군터 옥타비우스(Otto Gunther Octavius)이다. 스파이더맨의 대표적인 천적 중 한명으로
스파이더맨을 물리치기 위해 일렉트로, 크레이븐, 미스테리오, 벌처, 샌드맨과 접촉해 시니스터 식스라는 슈퍼빌런 팀을 만들었다.